# Sigismondo I d'Este
Sigismondo d'Este (Ferrara, 31 agosto 1433 – Ferrara, 1º aprile 1507) fu signore di San Martino, Campogalliano, Castellarano, San Cassiano e Rodeglia; governatore di Reggio, luogotenente del Ducato di Ferrara; capitano generale delle Armate del Duca di Ferrara.

## Biografia
Sigismondo nacque il 31 agosto 1433 a Ferrara; figlio del marchese di Ferrara, Modena e Reggio, Niccolò III d'Este e di Ricciarda di Saluzzo.
Nel 1434 viene battezzato e armato cavaliere da Sigismondo d'Ungheria; crebbe con il fratello Ercole I d'Este alla corte di Alfonso d'Aragona re di Napoli. Tornato a Ferrara, ebbe come precettore Guglielmo Capello.
Nel 1463 venne nominato governatore di Reggio Emilia da Borso d'Este.
Nel dicembre del 1470 combatté contro il conte Guido Pepoli, reo di aver saccheggiato le sue terre, e, per rappresaglia, fece lo stesso con quelle del conte.
Alla morte del duca Borso d'Este, il successore Ercole I d'Este riconfermò il fratello Sigismondo, quale luogotenente di Reggio Emilia, con il compito di controllarne i confini.
Sigismondo, quando il fratello era assente, assumeva l'incarico di governare il Ducato di Ferrara. Tra il 1467 e il 1488, partecipò a diversi conflitti, alla guida delle truppe ferraresi; dal 1488 svolse solo compiti di rappresentanza.

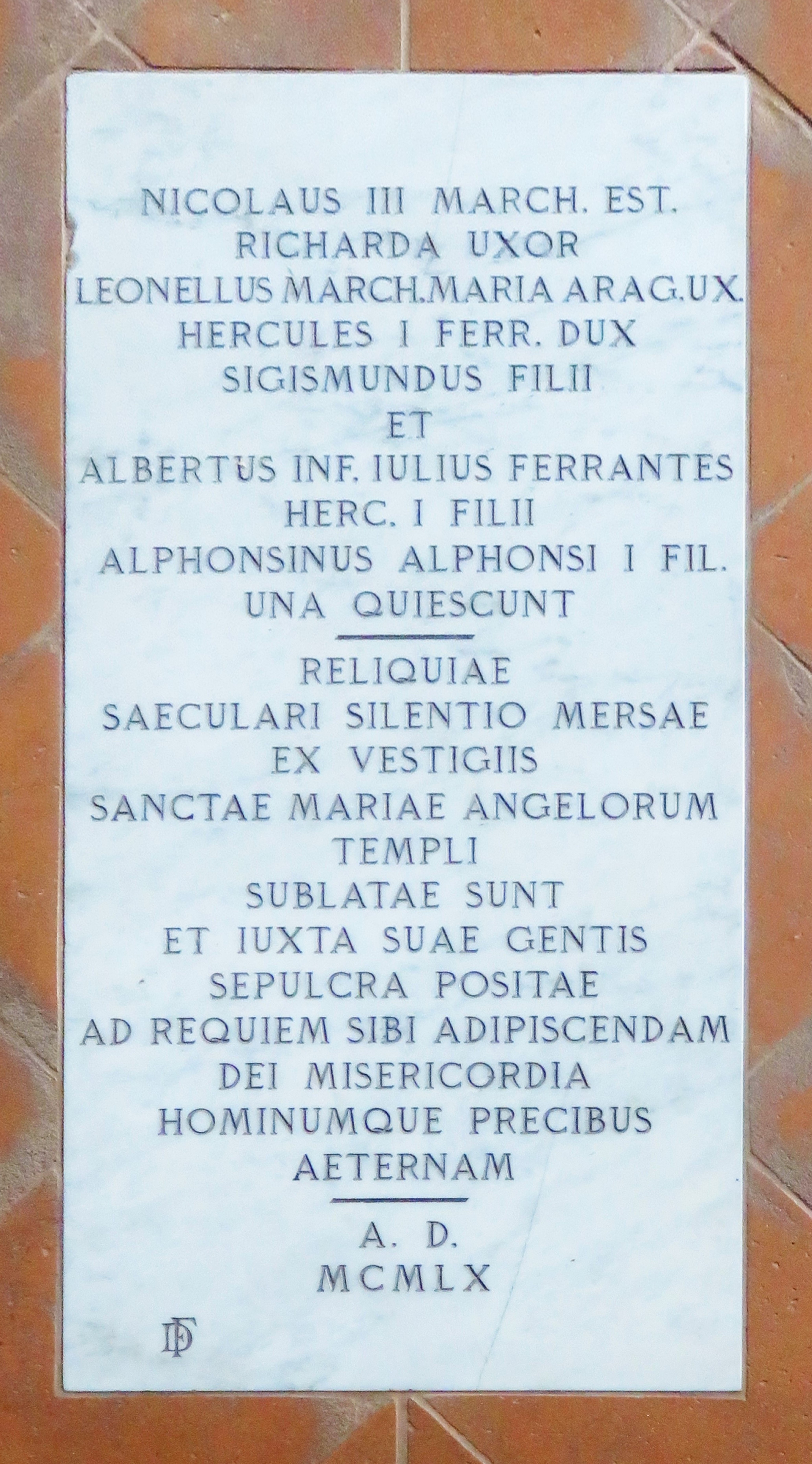
Monastero del Corpus Domini, a Ferrara. Lapide nella sala del coro che ricorda la presenza dei resti mortali di Sigismondo I d'Este traslati in quel luogo dalla scomparsa chiesa di Santa Maria degli Angeli.

Sul finire di gennaio del 1490, il conte di Scandiano e Capitano di Reggio, Matteo Maria Boiardo, secondo le disposizioni ricevute dal duca Ercole I d'Este, investe Sigismondo di giurisdizione sul territorio di San Martino in Rio; di lì a pochi giorni il Capitano di Modena, Niccolò Ariosto, padre di Ludovico Ariosto, con analoghe disposizioni, ricevute parimenti dal Duca di Ferrara, investe Sigismondo delle giurisdizioni di Campogalliano, Castellarano, San Cassiano e Rodeglia.
L'11 maggio 1501 e successivamente nel 1505, il duca Ercole I d'Este gli riconferma la signoria e la piena giurisdizione sui territori concessi nel 1490.
I successori della linea degli Este di San Martino, governarono i vasti feudi, tra alterne vicende, fino al 1752.
Morì il 1º aprile 1507 a Ferrara.

## Discendenza[3]
- Rizzarda (? - ?), sposò Bartolomeo III Martinengo (1487-1558), Conte di Villachiara e Villagana;
- Lucrezia (? - 20 gennaio 1544[4]), sposò Antonio Alberico II Malaspina, Marchese di Massa e Signore di Carrara;
- Bianca (? - ?), sposò nel 1495 Amerigo Sanseverino, Marchese di Bordolano e Conte di Pandino (? - ca. 1510);
- Diana (? - 30 dicembre 1555), sposò nel 1497 Uguccione II Contrari, Conte di Vignola (? - 10 maggio 1516);
- Gurone (? - ?), Luogotenente della armi in Modena intorno al 1528;
- Laura (? - ?), sposò Carlo Pallavicino, Marchese di Tabiano;
- Girolama (? - ?), monaca nel concento di Sant'Antonio Abate in Polesine;
- Taddea (? - ?).

Da Cecilia Rachesi, ebbe un figlio naturale, successivamente legittimato:
- Ercole  (1470 c. - 1523), Signore di San Martino, Campogalliano e Castellarano. Sposò Angela Sforza da cui ebbe il figlio Sigismondo II d'Este, suo successore[5];

## Ascendenza
|                          |                        |                       | Genitori            |  |  | Nonni |  |  | Bisnonni          |  |  | Trisnonni              |  |
|                          |                        |                       |                     |  |  |       |  |  | Obizzo III d'Este |  |  | Aldobrandino II d'Este |  |
|                          |                        |                       |                     |  |  |       |  |  | Obizzo III d'Este |  |  | Aldobrandino II d'Este |  |
|                          |                        | Alda Rangoni          |                     |  |  |       |  |  | Obizzo III d'Este |  |  |                        |  |
| Alberto V d'Este         |                        |                       |                     |  |  |       |  |  | Obizzo III d'Este |  |  |                        |  |
|                          |                        | Lippa Ariosti         | …                   |  |  |       |  |  |                   |  |  |                        |  |
|                          |                        | Lippa Ariosti         | …                   |  |  |       |  |  |                   |  |  |                        |  |
|                          |                        | Lippa Ariosti         | …                   |  |  |       |  |  |                   |  |  |                        |  |
| Niccolò III d'Este       |                        | Lippa Ariosti         |                     |  |  |       |  |  |                   |  |  |                        |  |
|                          |                        | Alberto Albaresani    | …                   |  |  |       |  |  |                   |  |  |                        |  |
|                          |                        | Alberto Albaresani    | …                   |  |  |       |  |  |                   |  |  |                        |  |
|                          |                        | Alberto Albaresani    | …                   |  |  |       |  |  |                   |  |  |                        |  |
| Isotta Albaresani        |                        | Alberto Albaresani    |                     |  |  |       |  |  |                   |  |  |                        |  |
|                          |                        | …                     | …                   |  |  |       |  |  |                   |  |  |                        |  |
|                          |                        | …                     | …                   |  |  |       |  |  |                   |  |  |                        |  |
|                          |                        | …                     | …                   |  |  |       |  |  |                   |  |  |                        |  |
| Sigismondo d'Este        |                        | …                     |                     |  |  |       |  |  |                   |  |  |                        |  |
|                          | Federico II di Saluzzo | Tommaso II di Saluzzo |                     |  |  |       |  |  |                   |  |  |                        |  |
|                          | Federico II di Saluzzo | Tommaso II di Saluzzo |                     |  |  |       |  |  |                   |  |  |                        |  |
|                          | Federico II di Saluzzo | Ricciarda Visconti    |                     |  |  |       |  |  |                   |  |  |                        |  |
| Tommaso III di Saluzzo   | Federico II di Saluzzo |                       |                     |  |  |       |  |  |                   |  |  |                        |  |
|                          |                        | Beatrice di Ginevra   | Ugo di Ginevra      |  |  |       |  |  |                   |  |  |                        |  |
|                          |                        | Beatrice di Ginevra   | Ugo di Ginevra      |  |  |       |  |  |                   |  |  |                        |  |
|                          |                        | Beatrice di Ginevra   | Isabelle d'Anthon   |  |  |       |  |  |                   |  |  |                        |  |
| Ricciarda di Saluzzo     |                        | Beatrice di Ginevra   |                     |  |  |       |  |  |                   |  |  |                        |  |
|                          |                        | Ugo II di Pierrepont  | Simon de Pierrepont |  |  |       |  |  |                   |  |  |                        |  |
|                          |                        | Ugo II di Pierrepont  | Simon de Pierrepont |  |  |       |  |  |                   |  |  |                        |  |
|                          |                        | Ugo II di Pierrepont  | Marie de Châtillon  |  |  |       |  |  |                   |  |  |                        |  |
| Marguerite de Pierrepont |                        | Ugo II di Pierrepont  |                     |  |  |       |  |  |                   |  |  |                        |  |
|                          |                        | Bianca di Coucy       | Raoul de Coucy      |  |  |       |  |  |                   |  |  |                        |  |
|                          |                        | Bianca di Coucy       | Raoul de Coucy      |  |  |       |  |  |                   |  |  |                        |  |
|                          |                        | Bianca di Coucy       | Jeanne d'Harcourt   |  |  |       |  |  |                   |  |  |                        |  |
|                          |                        | Bianca di Coucy       |                     |  |  |       |  |  |                   |  |  |                        |  |